# Deník komorné (film, 2015)
Deník komorné (v originále Journal d'une femme de chambre) je francouzsko-belgický hraný film z roku 2015, který režíroval Benoît Jacquot podle stejnojmenného románu Octavea Mirbeaua. Snímek měl světovou premiéru na Berlinale dne 7. února 2015.

## Děj
V Normandii na konci 19. století během Dreyfusovy aféry začíná ambiciózní pokojská Célestine pracovat pro nové zaměstnavatele Lanlairovi.
Célestine má volno jen v neděli, kdy chodí do restaurace. Célestine je postupně přitahována a fascinována mlčenlivým zahradníkem Josephem, zuřivým antisemitou, který během dreyfusovy aféry pracuje jako propagandista.
Nakonec se Célestine stane jeho komplicem při krádeži stříbra u jejích zaměstnavatelů. Odjíždějí do Cherbourgu, kde provozují kavárnu, kde se setkávají vojáci a antidreyfusovci.

## Obsazení
| Léa Seydouxová     | Célestine, pokojská                 |
| Vincent Lindon     | Joseph, kočí a zahradník u Lanlairů |
| Clotilde Mollet    | Euphrasie Lanlaire                  |
| Hervé Pierre       | Isidore Lanlaire                    |
| Mélodie Valemberg  | Marianne, kuchařka u Lanlairů       |
| Patrick d'Assumçao | kapitán Mauger                      |
| Françoise Quéré    | Rose, milenka kapitána Maugera      |
| Vincent Lacoste    | Georges                             |
| Joséphine Derenne  | babička Georgese                    |
| Dominique Reymond  | uvaděčka                            |
| Yvette Petit       | paní Gouin                          |
| Adriana Asti       | bordelmamá                          |
| Aurélia Petit      | milenka                             |

## Ocenění
- Lumières: nejlepší mužský herecký výkon (Vincent Lindon); nominace na nejlepší hudbu (Bruno Coulais)